# 小笠原長興
小笠原 長興（おがさわら ながおき）は、播磨国安志藩の初代藩主。忠脩系小笠原家6代。

## 生涯
正徳2年（1712年）2月26日、豊前中津藩の第4代藩主・小笠原長円の次男として生まれる。享保元年（1716年）、第5代中津藩主で兄の長邕が早世したため、中津藩は無嗣改易となった。ただし、小笠原氏祖先の秀政・忠脩親子の功績（大坂の陣・天王寺・岡山の戦いで戦死）を考慮した幕府によって特別に、長邕の弟・長興が同年10月12日、宍粟郡や佐用郡など播磨安志藩1万石に減知・移封の上で、家の存続が許された。
藩政としては、安志陣屋（現在の姫路市立安富中学校）の建設や学問の奨励によるのちの明倫堂創設、講師を招聘するなどの事跡がある。
生来から病弱で継嗣もなかったため、享保15年（1730年）3月29日に幕府に対して所領の返還を申し出た。しかし、幕府は特別に養子を取ることを許し、同年12月11日に一族の小倉藩主・小笠原忠基の次男・長逵に家督を譲って、長興は隠居した。その後は純覚と号した。
天明6年（1786年）6月24日に死去した。享年75。墓所は東京都練馬区桜台の円満山広徳寺。

## 系譜
- 父：小笠原長円（1676年 - 1713年）
- 母：不詳
- 側室：松室氏
- 養子
  - 男子：小笠原長逵（1713年 - 1770年） - 小笠原忠基の次男
  - 女子：小笠原長逵正室 - 妹、小笠原長円の娘